# Kasted Mose
56°12′28.43″N 10°6′48.34″Ø / 56.2078972°N 10.1134278°Ø
Kasted Mose ligger ca. 7 km nordvest for Aarhus, nemlig i den vestlige del af Egådalen, som Egåen gennemløber. Mosen er ca. 30 ha stor, og en betydelig del ligger hen som græssede enge. Andre dele holdes opdyrket, men området er så lavtliggende, at det er mere eller mindre oversvømmet om vinteren. Ind imellem er der vandhuller og gamle tørvegrave, som efterhånden er skjult i krat, bestående af især Grå-Pil og Dun-Birk. Kasted mose er et af de vigtigste indvindingsområder for drikkevandsforsyningen til Aarhus Kommune.

## Flora og fauna
Kasted mose har en stor diversitet med mange plantearter. Især Grå-pil og Dun-birk dominerer, men på eng-arealerne finder man bl.a. Europæisk Engblomme, Grenet Pindsvineknop og Maj-Gøgeurt.
Mosen har et rigt dyreliv, hvor insekterne spiller en betydelig rolle som bestøvere af blomsterplanterne og som fødeemne for padder, krybdyr og fugle. Især fuglelivet er meget varieret, og man finder bl.a. nattergal, pungmejse, fiskehejre, vandrikse, rørhøg og tårnfalk.

## Miljøforholdene
En tidligere forurening med tungmetaller i mosen blev opdaget ved et tilfælde i 1966. Et hold botanikere havde fundet en art levermos, som ikke kendtes andetsteds fra Danmark på det tidspunkt. Nærmere undersøgelser førte til opdagelsen af, at der er en nær sammenhæng mellem tungmetaller eller svovl i jorden og denne særlige mos-arts udbredelse. I Kasted Mose fandt man på den baggrund nedgravet industriaffald med bl.a. kobber og andre tungmetaller, fra en tidligere produktion af svovlsyre.
Kasted Mose har gennem mange år - helt  tilbage til 1870 -, modtaget forurenet vand via Moseåen; Egåens øvre løb. Det drejer sig om en del  ret giftige tungmetaller såsom arsen, bly samt mindre mængder cadmium, men også kobber og zink i større mængder. De giftige stoffer blev udledt fra den store gødningsfabrik der i sin tid lå ved Mundelstrup Stationsby ved Tilst. Fabrikken er lukket for mange år siden, udledningerne er standset og der blev iværksat et større oprydningsarbejde omkring fabrikken i 1991-1993. Egådalens øvre stykke er dog stadig forurenet, men det vurderes at det kun drejer sig om overfladejorden og at det ikke har eller vil få betydning for grundvandet i området. Der checkes løbende for forureninger i drikkevandet fra det store Kasted Værk i Kasted by.